# You Are We
You Are We è il terzo album in studio del gruppo musicale britannico While She Sleeps, pubblicato nel 2017.

## Tracce
1. You Are We – 4:47
2. Steal the Sun – 4:37
3. Feel – 4:39
4. Empire of Silence – 4:23
5. Wide Awake – 5:04
6. Silence Speaks (featuring Oliver Sykes) – 4:55
7. Settle Down Society – 4:56
8. Hurricane – 4:43
9. Revolt – 3:57
10. Civil Isolation – 4:22
11. In Another Now – 4:35

Tracce bonus - Edizione speciale 2018
1. Feel (alternate live version) – 4:30
2. Silence Speaks (alternative live version) – 5:51
3. Hurricane (alternative live version) – 5:21
4. Civil Isolation (demo) – 4:26
5. Feel (demo) – 4:53
6. Fear in Change (instrumental demo) – 3:14
7. I Am While She Sleeps – 3:28
8. Lost Ideas – 8:12

## Formazione
- Lawrence "Loz" Taylor – voce
- Sean Long – chitarra, cori
- Mat Welsh – chitarra, voce, piano
- Aaran McKenzie – basso, cori
- Adam "Sav" Savage – batteria